# ナレイン・カーティケヤン
クマール・ラム・ナレイン・カーティケヤン（英: Kumar Ram Narain Karthikeyan, タミル語: நாராயண் கார்த்திகேயன், テルグ語: కాకర్ల నారాయణ కార్తికేయన్, 1977年1月14日 - ）は、インド人のレーシングドライバー。
日本で現在多く使用される「ナレイン・カーティケヤン」という表記は英語表記に基づいており、現地のタミル語とテルグ語の発音は「ナラヤン・カーティケヤン」に近い。

## 経歴

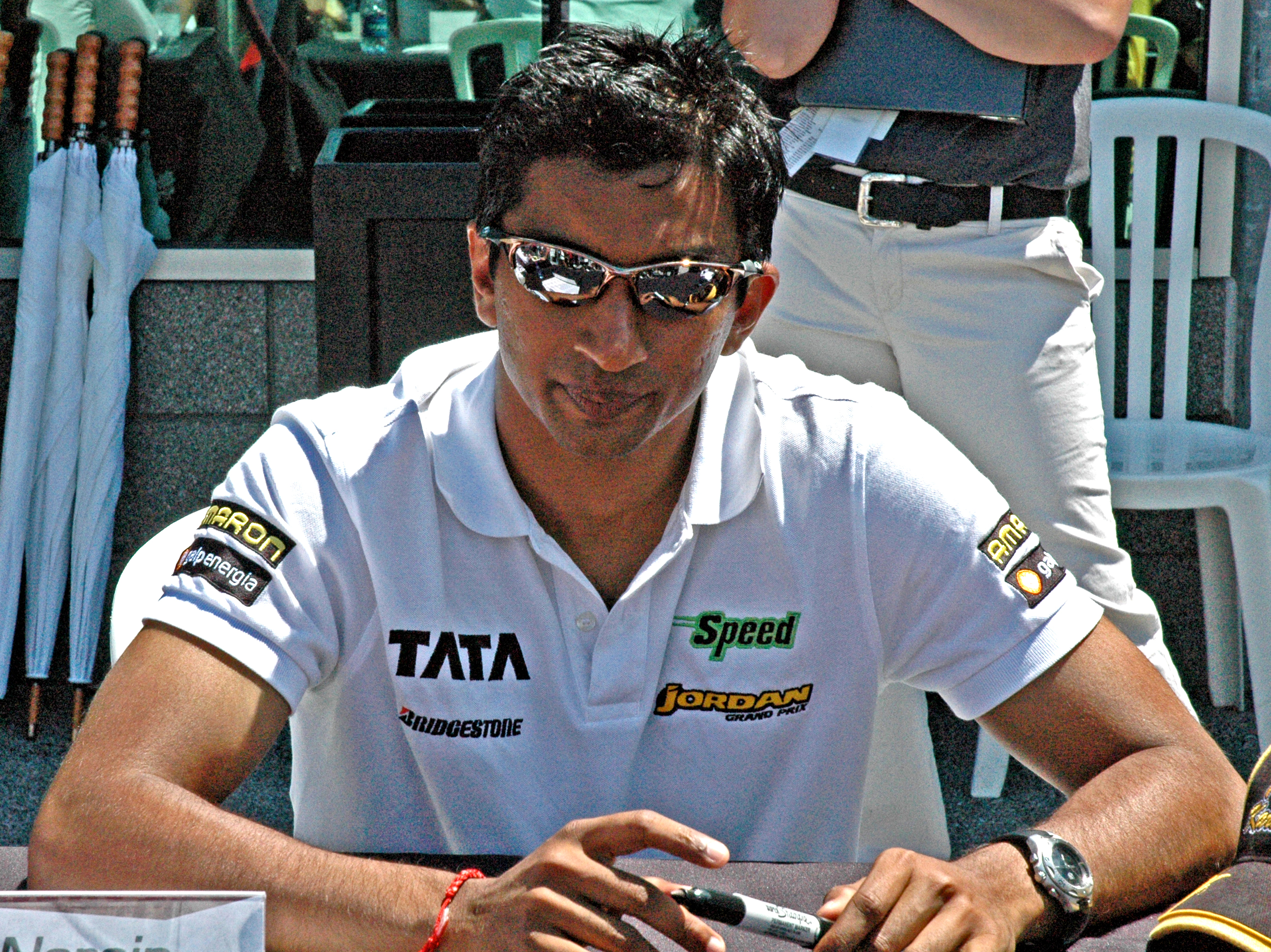
ナレイン・カーティケヤン

### 初期の経歴
南インドのタミル・ナードゥ州出身、「インドのモータースポーツの中心地」と言われる高原の街コーヤンブットゥールで生まれ育つ。15歳でフランスに渡りレース競技に身を投じる。フォーミュラ・アジア等を経て、1998年からイギリスF3に参戦。1998年はカーリンモータースポーツから10ラウンドのみ参戦し2回の3位表彰台を獲得しシリーズ12位。1999年は優勝2回、ポール2回、FL3回の活躍でシリーズ6位。この年のマカオGPでは予選6位、決勝6位となる。2000年も引き続き参戦し佐藤琢磨に次ぐシリーズ4位の成績を残した。またマカオGPではポールポジションとFLを獲得、インターナショナルF3のスパとKorea Super Prixでは優勝するなど結果を残した。
2001年にはチーム・インパルからフォーミュラ・ニッポン参戦。本山哲とはチームメイトであった。しかし、この年のフォーミュラ・ニッポン王者となった本山とは対照的に、カーティケヤンはわずか入賞2回に終わった。翌2002年にはチームルマンに移籍が決まっていたが、開幕直前になって急病を理由に参戦を取りやめた。
2002年からの3年間はワールドシリーズ・バイ・ニッサンに参戦。2004年は2勝を挙げ、シリーズ5位だった。

### F1

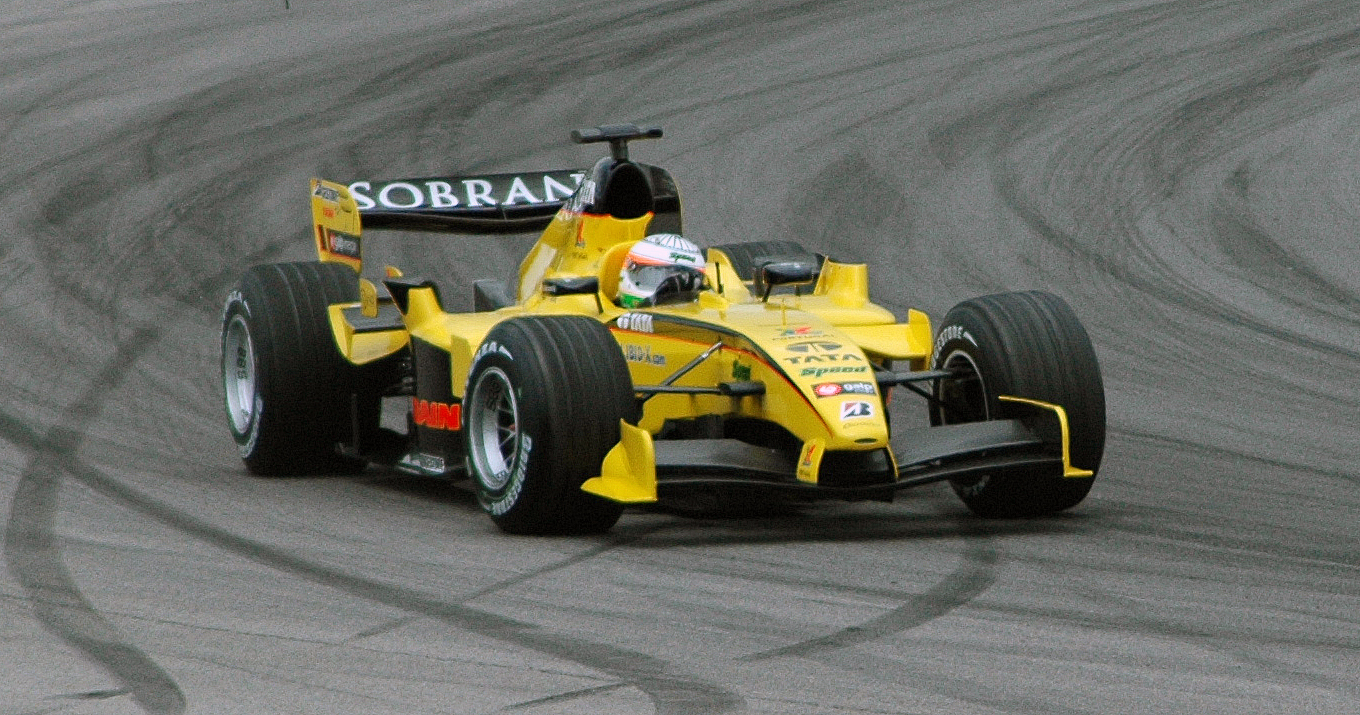
2005年アメリカグランプリにて。

#### 2005年
2005年2月1日にジョーダン・グランプリへの加入が発表され、インド人初のF1レギュラードライバーとなった。ミシュラン製のタイヤを使用するチームが、タイヤの安全性の問題から大量にレースを棄権した第9戦アメリカGPでは、そのお陰もあり4位を獲得した。
2006年には、ウィリアムズチームの第2テストドライバーを務めることとなった。2007年もチームにとどまってテストドライバーを務めた。しかし、チームは同じテストドライバーである中嶋一貴をGP2シリーズとバッティングしないレースでサードドライバーとしてフリー走行に出走させるなど重用したため、年間を通じてほとんどテスト走行の機会は与えられなかった。ウィリアムズで走行機会が与えられないことから、他チームからのスポット参戦を目論見てスパイカーなどと交渉。クリスチャン・アルバースのシーズン中の解雇もあり、チーム加入目前の報道もあったが、山本左近にそのシートを奪われた。
2008年冬、財政難に陥り冬期合同テストに欠席が続いていたスーパーアグリへ、支援が噂されていたインド企業であるスパイス・グループが、カーティケヤンのドライバー就任を要求したと報道された。しかし、チーム設立・存続の大前提である佐藤琢磨はもちろん、セカンドドライバーのアンソニー・デビッドソンについても、同チームが供給・支援を受けるホンダF1のニック・フライCEO、及びホンダ本社の意向により交代は不可とされ、スパイス・グループによる支援も流れ、カーティケヤンの加入は実現しなかった。

#### 2011年

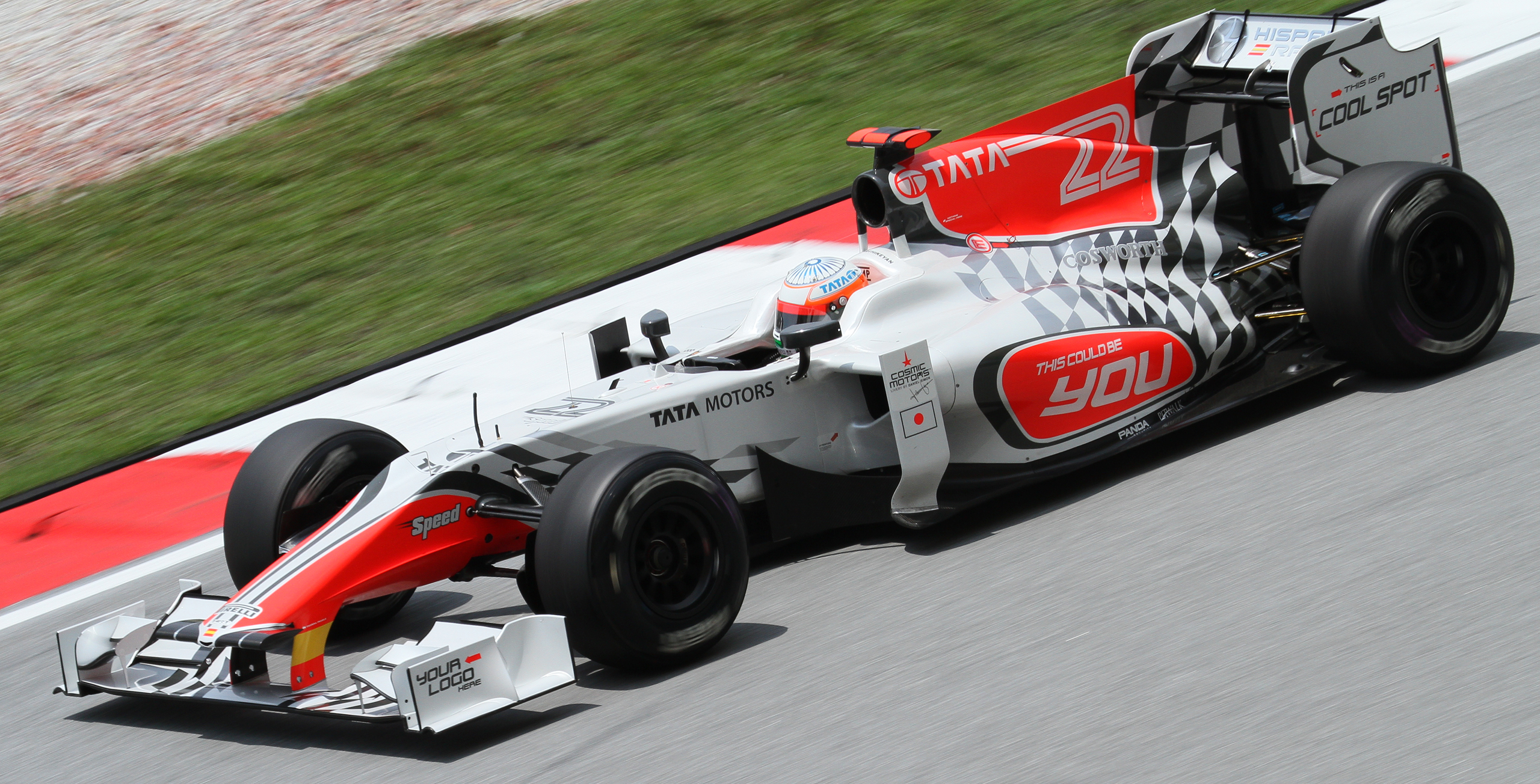
2011年マレーシアグランプリにて。

2011年1月7日、チーム側の公式アナウンスを前に、ヒスパニア・レーシングと契約した事を独自に発表。後にチーム側からも正式なリリースがなされた。この年のヒスパニアのマシンは、運動エネルギー回収システムを搭載していないなど競争力に乏しいため、バックマーカーとなることも多いが、しばしば最後まで走りぬく堅実な走りを見せている。完走した2011年ヨーロッパグランプリでは、リタイヤした車両が出なかったため24位というF1史上最低順位を記録している。
ヨーロッパGPの後はダニエル・リカルドに交替させられ出場機会を失ったが、念願の母国開催となった第1回インドグランプリではヴィタントニオ・リウッツィがシートを譲る形で出場を果たし、HRTとしてはまずまずの順位である17位で完走した。

#### 2012年
2月2日、HRTはカーティケヤンとレギュラードライバーとして契約した事を発表した。ちなみに、前年と同じチームからの参戦となるが、チームの経営陣が代わったために「残留」ではなく「契約」と言う言葉を使用している。

### その他のレーシングカテゴリー

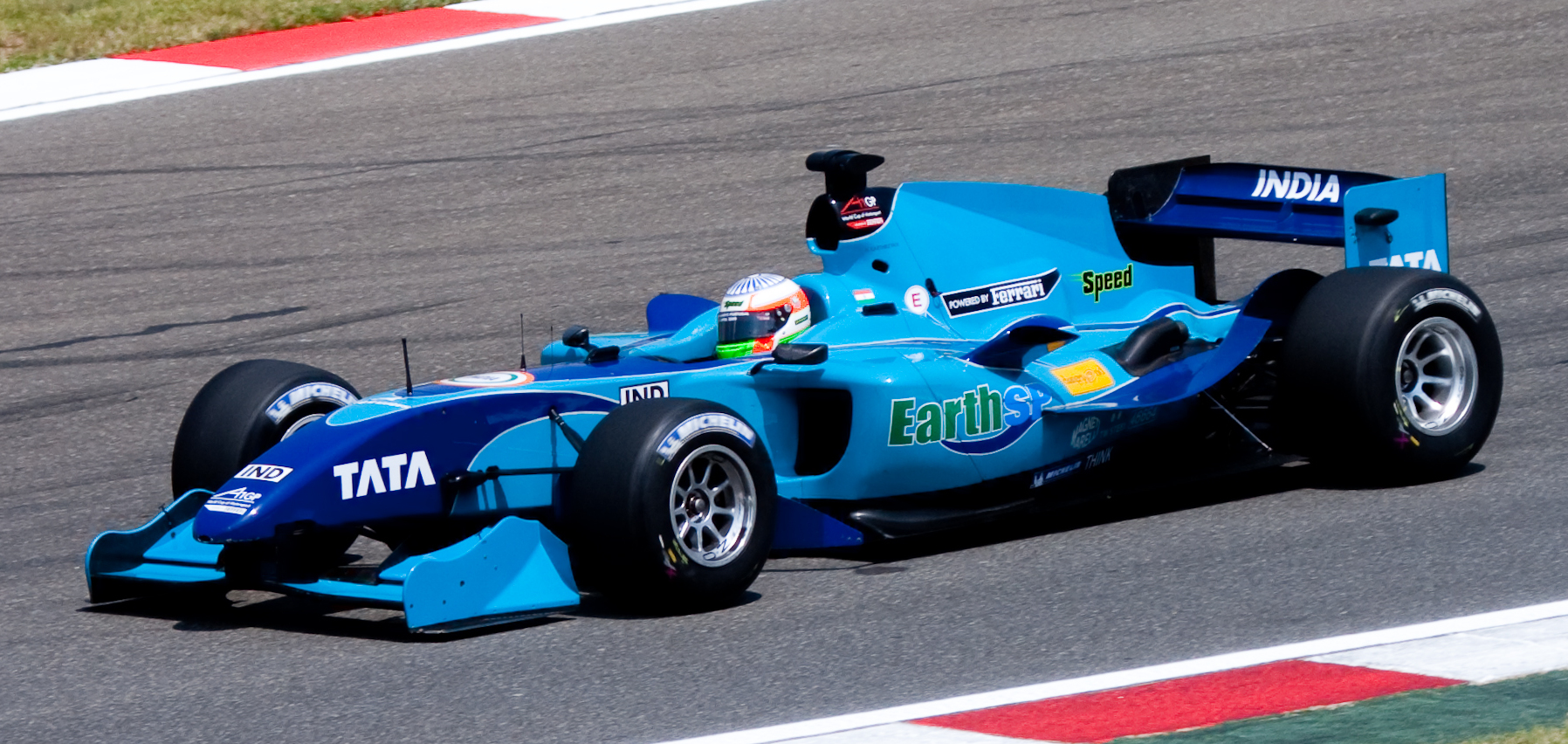
2008-2009年のA1グランプリに参戦するカーティケヤン

#### A1グランプリ
2006-2007年のA1グランプリにおいて成績が低迷していたA1グランプリインドチームのドライバーとしてシーズン途中のニュージーランド戦から参戦、最終戦ブランズ・ハッチで行われたイギリス戦では表彰台を逃したが4位入賞を果たし、チームへ貢献した。
2007年9月開幕した2007-2008年のA1グランプリではインドチーム代表として全戦に参戦し第4戦の殊海（Zhuhai）で行われた中国戦ではインドチーム初の表彰台と同時に初勝利を獲得した。また、最終戦ブランズ・ハッチで行われたイギリス戦のフィーチャーレースではインドチーム初となるポールポジションを獲得し優勝している。
2008-2009年のA1グランプリにインドチームから初戦のオランダ戦を除き全戦に参戦し、最終戦ブランズ・ハッチでシーズン最高位となる2位を獲得し12位だった。

#### ル・マン24時間
2009年のル・マン24時間レースにコリン・コレスのチームであるチーム・コレスからアウディ・R10 TDIでインド人初となるル・マン24時間に参戦した。

#### スーパーリーグ・フォーミュラ
2010年はオランダのPSVアイントホーフェンからスーパーリーグ・フォーミュラに参戦している。

#### AUTO GP
2013年、スーパーノヴァ・レーシングからAUTO GPに参戦。シリーズ4位を記録。

#### スーパーフォーミュラ

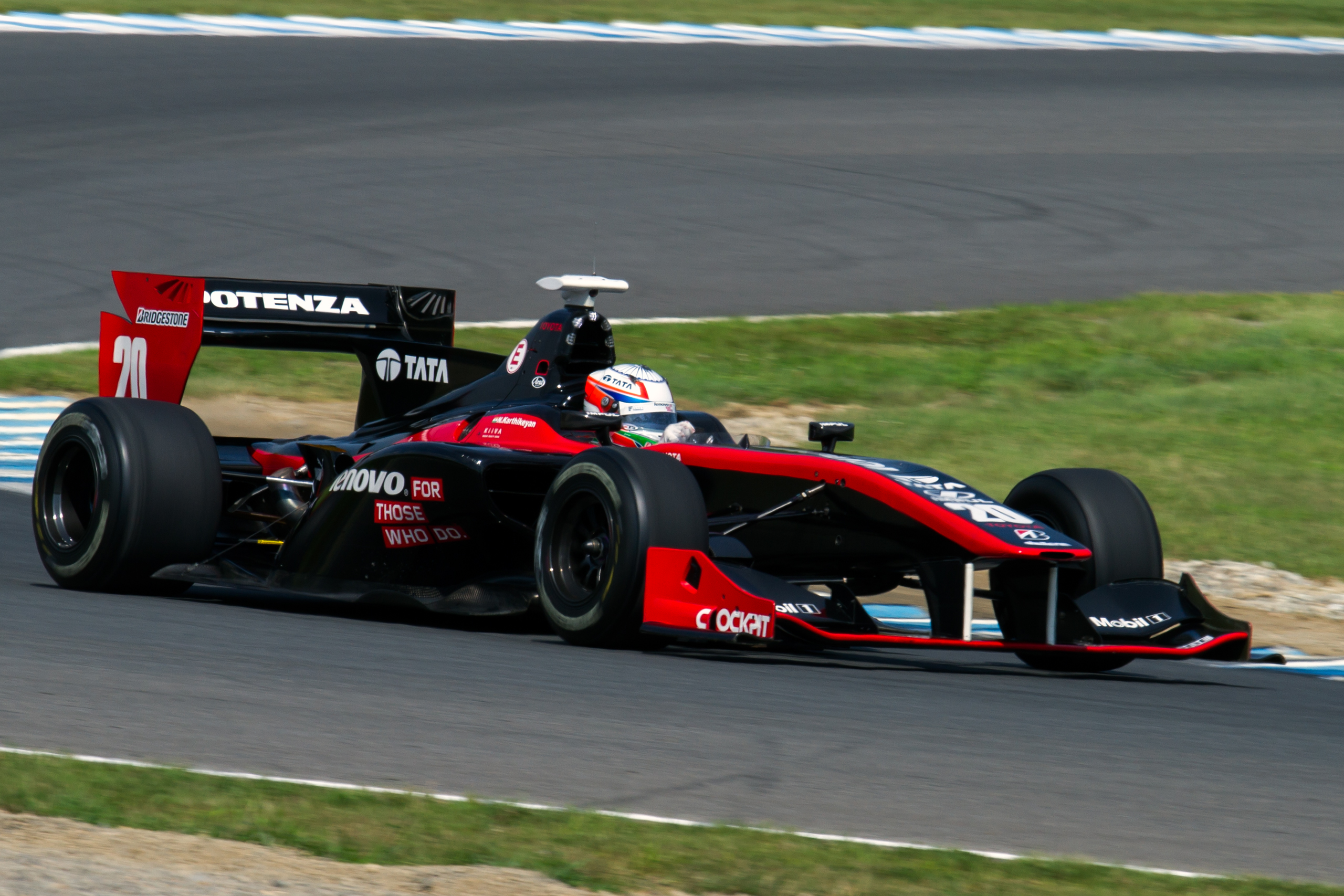
2014年のスーパーフォーミュラに参戦するカーティケヤン

2014年に古巣チーム・インパルからスーパーフォーミュラへ参戦。2001年以来13年ぶりの日本復帰となる。その後はダンディライアン、チームルマン、ナカジマレーシングと毎年所属チームを変え、一年ごとにトヨタ・ホンダ両陣営を行き来した。2018年はナカジマレーシングで、初めて同一チームで2年目を迎えることになる。

#### SUPER GT

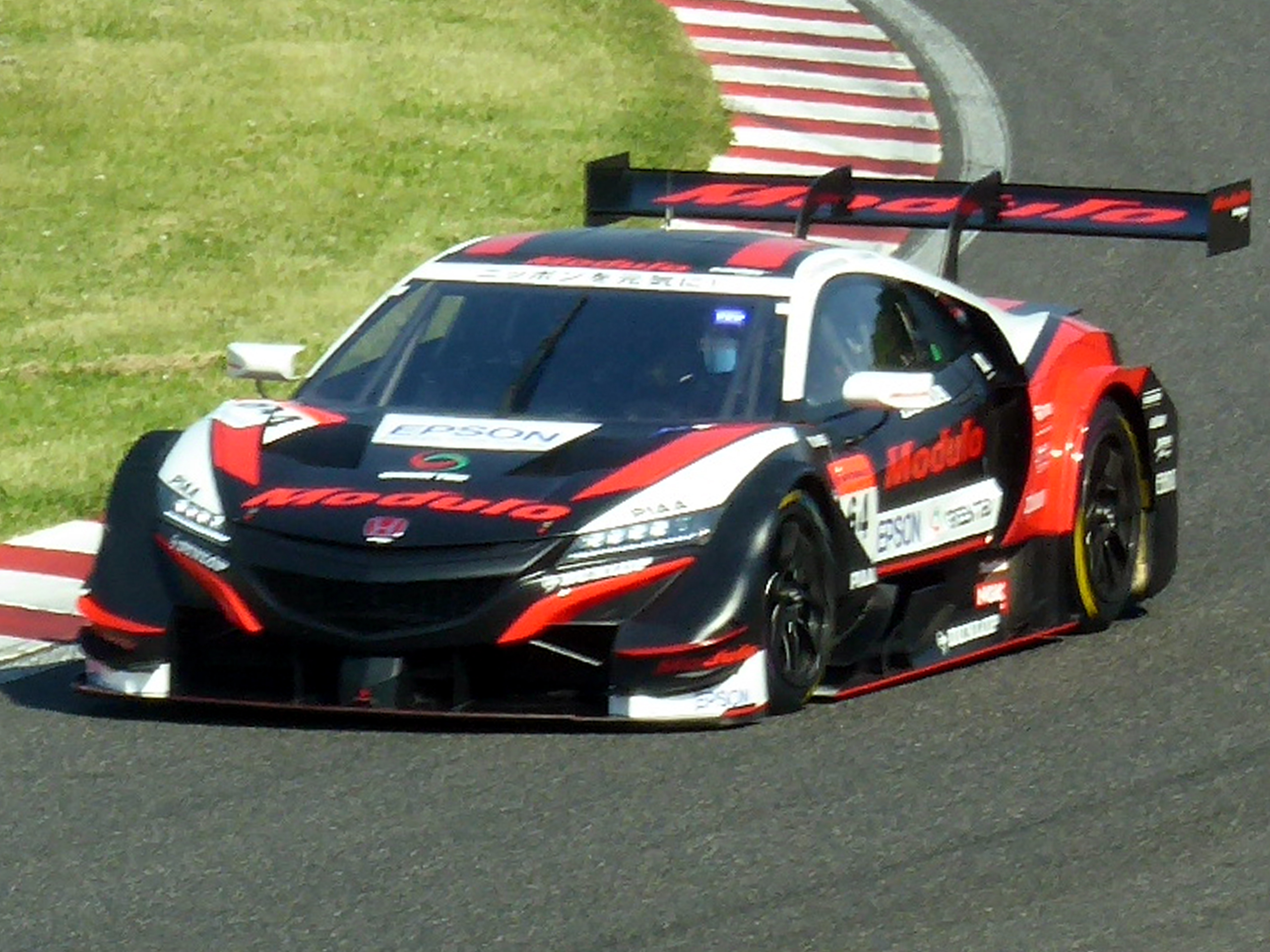
2019年のSUPER GTに参戦するカーティケヤン

2019年は前年まで2年間スーパーフォーミュラに参戦していたナカジマレーシングからSUPER GTに参戦。チームメイトは牧野任祐。シーズン後に行われたスーパーGT×DTM特別交流戦のレース2にて日本のレースにおいて初優勝を果たす。
今シーズンをもってSUPER GTからの離脱を発表。今後はレーシングドライバーとしての活動のほか、自動車関連のベンチャービジネスに注力する。

## レース戦績

### フォーミュラ

#### イギリス・フォーミュラ3選手権
| 年     | チーム                     | エンジン | クラス | 1     | 2       | 3       | 4      | 5      | 6       | 7     | 8      | 9       | 10     | 11      | 12     | 13      | 14      | 15    | 16      | 順位 | ポイント |
| ------ | -------------------------- | -------- | ------ | ----- | ------- | ------- | ------ | ------ | ------- | ----- | ------ | ------- | ------ | ------- | ------ | ------- | ------- | ----- | ------- | ---- | -------- |
| 1998年 | インタースポーツ           | オペル   | A      | DON 9 | THR 9   | SIL Ret | BRH1   | BRH2   | OUL Ret | SIL   | CRO    | SNE     | SIL    |         |        |         |         |       |         | 12位 | 44       |
| 1998年 | カーリン・モータースポーツ | 無限     | A      |       |         |         |        |        |         |       |        |         |        | PEM1 6  | PEM2 4 | DON Ret | THR Ret | SPA 3 | SIL 3   | 12位 | 44       |
| 1999年 | カーリン・モータースポーツ | 無限     | A      | DON 4 | SIL Ret | THR Ret | BRH1 2 | BRH2 1 | OUL 13  | CRO 3 | BRH 1  | SIL 5   | SNE 7  | PEM1 12 | PEM2 7 | DON Ret | SPA 12  | SIL 6 | THR Ret | 6位  | 104      |
| 2000年 | スチュワート・レーシング   | 無限     | C      | THR 3 | CRO Ret | OUL 5   | DON1 2 | DON2 8 | SIL 6   | BRH 3 | DON1 4 | DON2 10 | CRO 10 | SIL 5   | SNE 5  | SPA 3   | SIL Ret |       |         | 4位  | 100      |

- 太字はポールポジション、斜字はファステストラップ。(key)

#### フォーミュラ・ニッポン/スーパーフォーミュラ
| 年     | チーム                       | シャシー        | エンジン | 1       | 2       | 2       | 3       | 4       | 5       | 5        | 6      | 7       | 7       | 8       | 9      | 10    | 順位 | ポイント |
| ------ | ---------------------------- | --------------- | -------- | ------- | ------- | ------- | ------- | ------- | ------- | -------- | ------ | ------- | ------- | ------- | ------ | ----- | ---- | -------- |
| 2001年 | excite TEAM IMPUL            | レイナード・99L | 無限     | SUZ 6   | TRM 7   | TRM 7   | MIN 9   | FSW Ret | SUZ Ret | SUZ Ret  | SUG 13 | FSW 9   | FSW 9   | MIN Ret | TRM 14 | SUZ 6 | 14位 | 2        |
| 2014年 | Lenovo TEAM IMPUL            | ダラーラ・SF14  | トヨタ   | SUZ Ret | FSW1 7  | FSW2 6  | FSW 7   | TRM Ret | AUT 17  | AUT 17   | SUG 11 | SUZ1 10 | SUZ2 8  |         |        |       | 13位 | 5        |
| 2015年 | DOCOMO TEAM DANDELION RACING | ダラーラ・SF14  | ホンダ   | SUZ 3   | OKA 10  | OKA 10  | FSW Ret | TRM 9   | AUT 14  | AUT 14   | SUG 13 | SUZ1 12 | SUZ2 14 |         |        |       | 11位 | 6        |
| 2016年 | KYGNUS SUNOCO Team LeMans    | ダラーラ・SF14  | トヨタ   | SUZ Ret | OKA 16  | OKA 16  | FSW 7   | TRM Ret | OKA1 3  | OKA2 Ret | SUG 12 | SUZ1 15 | SUZ2 14 |         |        |       | 14位 | 5        |
| 2017年 | TCS NAKAJIMA RACING          | ダラーラ・SF14  | ホンダ   | SUZ 13  | OKA1 17 | OKA2 13 | FSW 14  | TRM Ret | AUT Ret | AUT Ret  | SUG 13 | SUZ1 C  | SUZ1 C  |         |        |       | NC   | 0        |
| 2018年 | TCS NAKAJIMA RACING          | ダラーラ・SF14  | ホンダ   | SUZ 17  | AUT C   | AUT C   | SUG 5   | FSW 16  | TRM 11  | TRM 11   | OKA 13 | SUZ 17  | SUZ 17  |         |        |       | 15位 | 4        |

- 太字はポールポジション、斜字はファステストラップ。(key)

#### ワールドシリーズ・バイ・ニッサン
| 年     | エントラント                     | 1         | 2         | 3       | 4       | 5         | 6         | 7        | 8         | 9        | 10        | 11        | 12        | 13      | 14       | 15        | 16      | 17      | 18        | 順位 | ポイント |
| ------ | -------------------------------- | --------- | --------- | ------- | ------- | --------- | --------- | -------- | --------- | -------- | --------- | --------- | --------- | ------- | -------- | --------- | ------- | ------- | --------- | ---- | -------- |
| 2002年 | タタ・RCモータースポーツ         | VAL 1 10  | VAL 2 Ret | JAR 1 9 | JAR 2 3 | ALB 1 Ret | ALB 2 Ret | MNZ 1 17 | MNZ 2 Ret | MAG 1 9  | MAG 2 Ret | CAT 1 DNS | CAT 2 DNS | VAL 1 5 | VAL 2 12 | CUR 1 4   | CUR 2 9 | INT 1 7 | INT 2 4   | 9位  | 51       |
| 2003年 | タタ・カーリン・モータースポーツ | JAR 1 Ret | JAR 2 5   | ZOL 1 4 | ZOL 2 3 | MAG 1 Ret | MAG 2 4   | MNZ 1 3  | MNZ 2 3   | LAU 1 6  | LAU 2 4   | SPL 1 Ret | SPL 2 4   | CAT 1 4 | CAT 2    | VAL 1 Ret | VAL 2 9 | JAR 1 7 | JAR 2 Ret | 4位  | 121      |
| 2004年 | タタ・RCモータースポーツ         | JAR 1 5   | JAR 2 Ret | ZOL 1 3 | ZOL 2 4 | MAG 1     | MAG 2 4   | VAL 1 11 | VAL 2 Ret | LAU 1 10 | LAU 2 6   | EST 1 Ret | EST 2 Ret | CAT 1 5 | CAT 2 4  | VAL 1     | VAL 2   | JER 1 5 | JER 2 11  | 6位  | 100      |

- 太字はポールポジション、斜字はファステストラップ。(key)

#### フォーミュラ1
| 年     | チーム     | シャシー | 1       | 2       | 3       | 4      | 5       | 6       | 7       | 8       | 9      | 10     | 11      | 12      | 13     | 14      | 15      | 16     | 17     | 18      | 19      | 20     | WDC  | ポイント |
| ------ | ---------- | -------- | ------- | ------- | ------- | ------ | ------- | ------- | ------- | ------- | ------ | ------ | ------- | ------- | ------ | ------- | ------- | ------ | ------ | ------- | ------- | ------ | ---- | -------- |
| 2005年 | ジョーダン | EJ15     | AUS 15  | MAL 11  | BHR Ret | SMR 12 | ESP 13  | MON Ret | EUR 16  | CAN Ret | USA 4  | FRA 15 | GBR Ret | GER 16  | HUN 12 | TUR 14  | ITA 20  |        |        |         |         |        | 18位 | 5        |
| 2005年 | ジョーダン | EJ15B    |         |         |         |        |         |         |         |         |        |        |         |         |        |         |         | BEL 11 | BRA 15 | JPN 15  | CHN Ret |        | 18位 | 5        |
| 2011年 | HRT        | F111     | AUS DNQ | MAL Ret | CHN 23  | TUR 21 | ESP 21  | MON 17  | CAN 17  | EUR 24  | GBR    | GER TD | HUN     | BEL     | ITA    | SIN TD  | JPN TD  | KOR TD | IND 17 | ABU     | BRA     |        | 26位 | 0        |
| 2012年 | HRT        | F112     | AUS DNQ | MAL 22  | CHN 22  | BHR 21 | ESP Ret | MON 15  | CAN Ret | EUR 18  | GBR 21 | GER 23 | HUN Ret | BEL Ret | ITA 19 | SIN Ret | JPN Ret | KOR 20 | IND 21 | ABU Ret | USA 22  | BRA 18 | 24位 | 0        |

(key)

### ル・マン24時間レース
| 年     | チーム             | コ・ドライバー                                | 使用車両          | クラス | 周回 | 総合順位 | クラス順位 |
| ------ | ------------------ | --------------------------------------------- | ----------------- | ------ | ---- | -------- | ---------- |
| 2009年 | コレス・レーシング | チャールズ・ツォルスマン アンドレ・ロッテラー | アウディ・R10 TDI | LMP1   | 369  | 7位      | 7位        |

### SUPER GT
| 年     | チーム                 | コ・ドライバー | 使用車両       | タイヤ | クラス | 1      | 2      | 3      | 4      | 5      | 6     | 7     | 8      | 順位 | ポイント |
| ------ | ---------------------- | -------------- | -------------- | ------ | ------ | ------ | ------ | ------ | ------ | ------ | ----- | ----- | ------ | ---- | -------- |
| 2019年 | Modulo Nakajima Racing | 牧野任祐       | ホンダ・NSX-GT | D      | GT500  | OKA 10 | FSW 10 | SUZ 11 | CHA 10 | FSW 10 | AUT 7 | SUG 2 | TRM 12 | 12位 | 23.5     |

- 太字はポールポジション、斜字はファステストラップ。(key)